# Parafia św. Alberta Chmielowskiego w Stobiecku Szlacheckim
Parafia św. Alberta Chmielowskiego w Stobiecku Szlacheckim – parafia rzymskokatolicka  z siedzibą w Stobiecku Szlacheckim, znajdująca się w archidiecezji częstochowskiej, w dekanacie Radomsko – św. Lamberta.